# Хенфенфельд
Хенфенфельд (нем. Henfenfeld) — община  в Германии, в Республике Бавария.
Подчиняется административному округу Средняя Франкония. Входит в состав района Нюрнберг. Подчиняется управлению Хенфенфельд.  Население составляет 1865 человек (на 31 декабря 2010 года). Занимает площадь 6,64 км². Региональный шифр  —  09 5 74 131. Местные регистрационные номера транспортных средств (коды автомобильных номеров) (нем. Kraftfahrzeugkennzeichen) — LAU.

## Население
По оценке на 31 декабря 2015 года население общины составляет 1890 чел.
| Дата      | 1840 | 1871 | 1900 | 1925 | 1939 | 1950 | 1961 | 1970 | 1987 | 2011 |
| --------- | ---- | ---- | ---- | ---- | ---- | ---- | ---- | ---- | ---- | ---- |
| Население | 689  | 722  | 803  | 818  | 952  | 1364 | 1450 | 1558 | 1665 | 1867 |

| Год       | 1960 | 1970 | 1980 | 1990 | 2000 | 2009 | 2010 | 2011 | 2012 | 2013 | 2014 | 2015 |
| --------- | ---- | ---- | ---- | ---- | ---- | ---- | ---- | ---- | ---- | ---- | ---- | ---- |
| Население | 1457 | 1593 | 1685 | 1887 | 1877 | 1900 | 1865 | 1875 | 1918 | 1886 | 1889 | 1890 |